# 蔡之俊
蔡之俊（？—17世紀），字彥伯，武昌府江夏縣人，明朝、南明政治人物。

## 生平
蔡之俊是崇禎十二年（1639年）的舉人，以中書舍人加入何騰蛟軍隊，遷官檢討、大理丞。隆武元年（1645年）高必正、李赤心歸附南明朝廷，蔡之俊和張家玉聯合上疏：「防患未然的機會不多，應該趁著銳氣攻入南京，不要讓敵人喘息，後悔莫及。」劉承胤橫行不法，他上表彈劾；又和宗室朱統鉡、朱盛澯跟隨瞿式耜守衛桂林，運輸物資有功，轉官編修、右庶子。他也和丁時魁友好，其時丁時魁被打入詔獄，朱士鯤奏表他是其黨羽，因此稱病引退，隱居在西寧山直到去世。

## 引用
1. 1 2  錢海岳《南明史·卷五十八·列傳第三十四》：（蔡）之俊，字彥伯，江夏人。崇禎十二年舉於鄉。以中書舍人參何騰蛟軍，遷簡討、大理丞。
2. ↑  錢海岳《南明史·卷二·本紀第二》：（隆武元年九月）甲寅……李自成餘眾李赤心、高必正等來歸，與總督何騰蛟、巡撫堵胤錫合營，上大喜告廟。
3. ↑  錢海岳《南明史·卷五十八·列傳第三十四》：高必正、李赤心來歸，與張家玉合疏言：「曲突徙薪，事幾不再。當乘其銳氣，會擣南京，勿令轉合敵人，後悔噬臍。」劉承胤專橫，疏劾之。已與宗室統鉡、盛澯從瞿式耜守桂林，運輸有功，轉編修、右庶子。與丁時魁厚善。時魁下詔獄，朱士鯤奏之俊為時魁黨。之俊因移病去，隱西寧山中卒。